# Pougnadoresse
Pougnadoresse is een gemeente in het Franse departement Gard (regio Occitanie) en telt 189 inwoners (2006). De plaats maakt deel uit van het arrondissement Nîmes.

## Geografie
De oppervlakte van Pougnadoresse bedraagt 7,7 km², de bevolkingsdichtheid is 24,5 inwoners per km².
De onderstaande kaart toont de ligging van Pougnadoresse met de belangrijkste infrastructuur en aangrenzende gemeenten.

## Demografie
Onderstaande figuur toont het verloop van het inwonertal (bron: INSEE-tellingen).